# Petit Biscuit
Petit Biscuit (* 10. November 1999 als Mehdi Benjelloun in Rouen) ist ein französisch-marokkanischer DJ, Musikproduzent und Multiinstrumentalist.

## Biografie
Benjelloun begann im Alter von fünf Jahren Cello zu spielen und besuchte eine klassische Musikschule. In seiner Jugend produzierte er erstmals elektronische Musik, mischte diese mit akustischen Instrumenten und verbreitete die entstandenen Songs über die Plattform SoundCloud.
Im Mai 2015 veröffentlichte Petit Biscuit seine erste Single Alone. Im Mai 2016 erschien seine Debüt-EP Petit Biscuit, welche unter anderem den Track Sunset Lover enthält, mit welchem ihm der Durchbruch gelang. Der Titel war besonders in Frankreich und Belgien kommerziell erfolgreich und erreichte weitere internationale Chartplatzierungen sowie weltweit über 350 Millionen Streams auf Spotify und SoundCloud. Am 10. November 2017 wurde sein erstes Album Presence veröffentlicht.

## Diskografie

### Studioalben
| Jahr | Titel      | Höchstplatzierung, Gesamtwochen, AuszeichnungChartplatzierungen (Jahr, Titel, Platzierungen, Wochen, Auszeichnungen, Anmerkungen) | Höchstplatzierung, Gesamtwochen, AuszeichnungChartplatzierungen (Jahr, Titel, Platzierungen, Wochen, Auszeichnungen, Anmerkungen) | Höchstplatzierung, Gesamtwochen, AuszeichnungChartplatzierungen (Jahr, Titel, Platzierungen, Wochen, Auszeichnungen, Anmerkungen) | Höchstplatzierung, Gesamtwochen, AuszeichnungChartplatzierungen (Jahr, Titel, Platzierungen, Wochen, Auszeichnungen, Anmerkungen) | Höchstplatzierung, Gesamtwochen, AuszeichnungChartplatzierungen (Jahr, Titel, Platzierungen, Wochen, Auszeichnungen, Anmerkungen) | Anmerkungen                                                |
| Jahr | Titel      | CH | Dance | FR | BEF | BEW | Anmerkungen                                                |
| ---- | ---------- | --- | --- | --- | --- | --- | ---------------------------------------------------------- |
| 2017 | Presence   | CH72 (1 Wo.)CH | Dance9 (2 Wo.)Dance | FR21 Gold · (17 Wo.)FR | BEF175 (2 Wo.)BEF | BEW35 (24 Wo.)BEW | Erstveröffentlichung: 10. November 2017 Verkäufe: + 50.000 |
| 2020 | Parachute  | — | — | FR63 (2 Wo.)FR | — | — | Erstveröffentlichung: 30. Oktober 2020                     |
| 2024 | Discipline | — | — | FR192 (1 Wo.)FR | — | — | Erstveröffentlichung: 28. Juni 2024                        |

### EPs
| Jahr | Titel         | Höchstplatzierung, Gesamtwochen, AuszeichnungChartplatzierungen (Jahr, Titel, Platzierungen, Wochen, Auszeichnungen, Anmerkungen) | Höchstplatzierung, Gesamtwochen, AuszeichnungChartplatzierungen (Jahr, Titel, Platzierungen, Wochen, Auszeichnungen, Anmerkungen) | Anmerkungen                                            |
| Jahr | Titel         | Dance | FR | Anmerkungen                                            |
| ---- | ------------- | --- | --- | ------------------------------------------------------ |
| 2016 | Petit Biscuit | Dance23 (1 Wo.)Dance | FR65 Gold · (43 Wo.)FR | Erstveröffentlichung: 13. Mai 2016 Verkäufe: + 457.500 |

### Singles
| Jahr | Titel Album             | Höchstplatzierung, Gesamtwochen, AuszeichnungChartplatzierungen (Jahr, Titel, Album, Platzierungen, Wochen, Auszeichnungen, Anmerkungen) | Höchstplatzierung, Gesamtwochen, AuszeichnungChartplatzierungen (Jahr, Titel, Album, Platzierungen, Wochen, Auszeichnungen, Anmerkungen) | Höchstplatzierung, Gesamtwochen, AuszeichnungChartplatzierungen (Jahr, Titel, Album, Platzierungen, Wochen, Auszeichnungen, Anmerkungen) | Höchstplatzierung, Gesamtwochen, AuszeichnungChartplatzierungen (Jahr, Titel, Album, Platzierungen, Wochen, Auszeichnungen, Anmerkungen) | Höchstplatzierung, Gesamtwochen, AuszeichnungChartplatzierungen (Jahr, Titel, Album, Platzierungen, Wochen, Auszeichnungen, Anmerkungen) | Höchstplatzierung, Gesamtwochen, AuszeichnungChartplatzierungen (Jahr, Titel, Album, Platzierungen, Wochen, Auszeichnungen, Anmerkungen) | Höchstplatzierung, Gesamtwochen, AuszeichnungChartplatzierungen (Jahr, Titel, Album, Platzierungen, Wochen, Auszeichnungen, Anmerkungen) | Anmerkungen                                                               |
| Jahr | Titel Album             | DE | AT | CH | Dance | FR | BEF | BEW | Anmerkungen                                                               |
| ---- | ----------------------- | --- | --- | --- | --- | --- | --- | --- | ------------------------------------------------------------------------- |
| 2016 | Sunset Lover Presence   | DE66 (10 Wo.)DE | AT73 Gold · (1 Wo.)AT | CH44 (33 Wo.)CH | Dance13 (26 Wo.)Dance | FR3 Diamant · (115 Wo.)FR | BEF43 (2 Wo.)BEF | BEW7 Gold · (21 Wo.)BEW | Erstveröffentlichung: 13. Mai 2016 Verkäufe: + 835.000                    |
| 2017 | Gravitation Presence    | — | — | — | — | FR93 (4 Wo.)FR | — | — | Erstveröffentlichung: 18. August 2017 mit Møme feat. Isaac Delusion       |
| 2017 | Waterfall Presence      | — | — | — | Dance40 (2 Wo.)Dance | FR124 (8 Wo.)FR | — | — | Erstveröffentlichung: 29. September 2017 feat. Panama                     |
| 2017 | Problems Presence       | — | — | — | Dance49 (1 Wo.)Dance | FR199 Gold · (1 Wo.)FR | — | — | Erstveröffentlichung: 11. November 2017 feat. Lido                        |
| 2018 | Demain La vie de rêve   | — | — | CH91 (1 Wo.)CH | — | FR23 Diamant · (36 Wo.)FR | — | — | Erstveröffentlichung: 29. Juni 2018 Verkäufe: + 333.333; mit Bigflo & Oli |
| 2019 | We Were Young –         | — | — | — | — | FR162 (1 Wo.)FR | — | — | Erstveröffentlichung: 31. Mai 2019 mit JP Cooper                          |
| 2020 | I Leave Again Parachute | — | — | — | Dance25 (2 Wo.)Dance | — | — | — | Erstveröffentlichung: 20. Mai 2020 mit Shallou                            |

Weitere Singles
- 2014: City Lights
- 2015: Alone
- 2015: You
- 2015: Palms
- 2015: Night Trouble
- 2015: Midnight Sky
- 2015: Memories
- 2015: Oceans
- 2016: Iceland
- 2018: Wake Up (feat. Bipolar Sunshine & Cautious Clay)
- 2018: 1901 (triple j – Like A Version)
- 2018: Suffer / Safe
- 2019: Wide Awake

## Auszeichnungen für Musikverkäufe
| Goldene Schallplatte - Dänemark - 2021: für die Single Sunset Lover - Neuseeland - 2022: für das Album Petit Biscuit - Spanien - 2024: für die Single Sunset Lover Platin-Schallplatte - Italien - 2019: für die Single Sunset Lover - Vereinigtes Königreich - 2023: für die Single Sunset Lover | 2× Platin-Schallplatte - Kanada - 2021: für die Single Sunset Lover - Neuseeland - 2020: für die Single Sunset Lover |

Anmerkung: Auszeichnungen in Ländern aus den Charttabellen bzw. Chartboxen sind in ebendiesen zu finden.
| Land/RegionAuszeichnungen für Musikverkäufe (Land/Region, Auszeichnungen, Verkäufe, Quellen) | Gold     | Platin     | Diamant     | Verkäufe | Quellen              |
| -------------------------------------------------------------------------------------------- | -------- | ---------- | ----------- | -------- | -------------------- |
| Belgien (BRMA)                                                                               | Gold1    | —          | —           | 15.000   | ultratop.be          |
| Dänemark (IFPI)                                                                              | Gold1    | —          | —           | 45.000   | ifpi.dk              |
| Frankreich (SNEP)                                                                            | 3× Gold3 | —          | 2× Diamant2 | 783.333  | snepmusique.com      |
| Italien (FIMI)                                                                               | —        | Platin1    | —           | 50.000   | fimi.it              |
| Kanada (MC)                                                                                  | —        | 2× Platin2 | —           | 160.000  | musiccanada.com      |
| Neuseeland (RMNZ)                                                                            | Gold1    | 2× Platin2 | —           | 67.500   | radioscope.co.nz NZ2 |
| Österreich (IFPI)                                                                            | Gold1    | —          | —           | 15.000   | ifpi.at              |
| Spanien (Promusicae)                                                                         | Gold1    | —          | —           | 30.000   | elportaldemusica.es  |
| Vereinigtes Königreich (BPI)                                                                 | —        | Platin1    | —           | 600.000  | bpi.co.uk            |
| Insgesamt                                                                                    | 8× Gold8 | 6× Platin6 | 2× Diamant2 |          |                      |